# Haeckeria

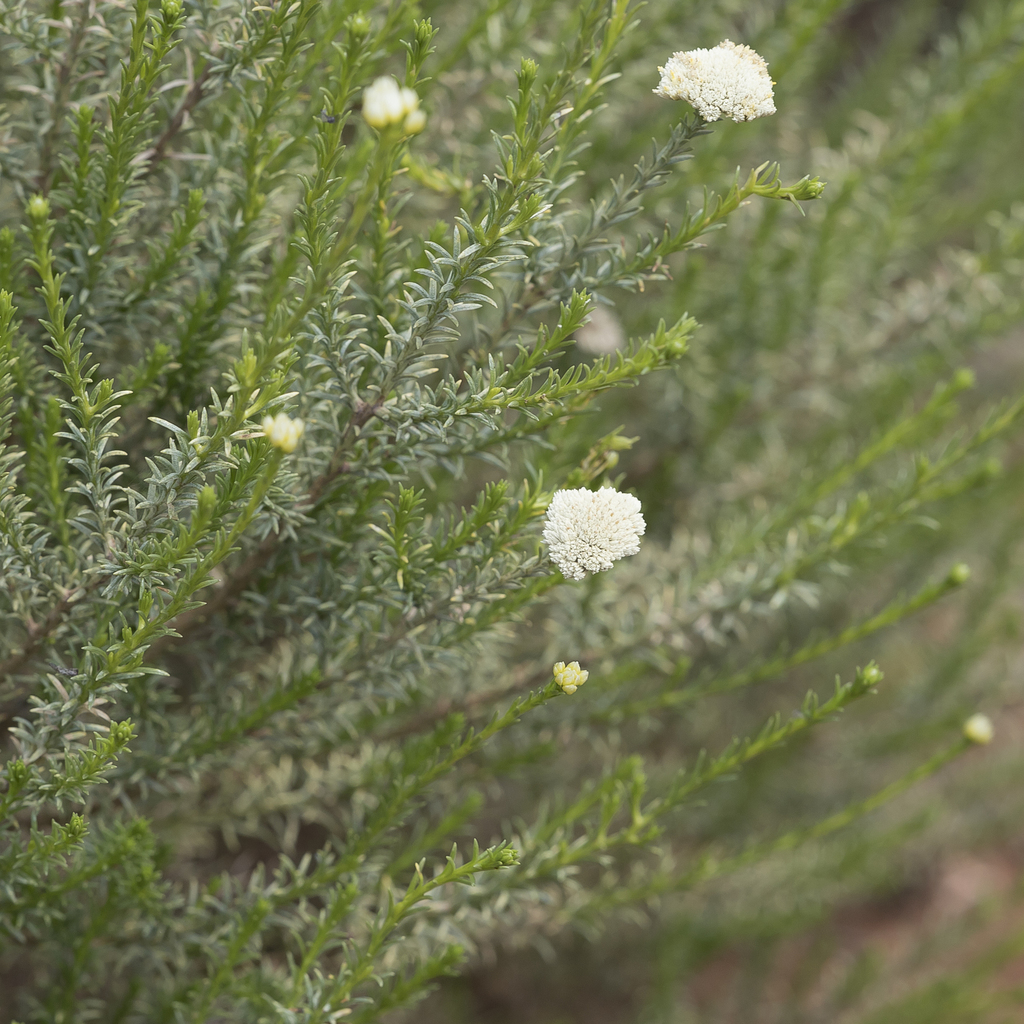
Haeckeria punctulata

Haeckeria es un género de plantas con flores perteneciente a la familia de las asteráceas. Comprende 5 especies descritas y de estas, solo 3 aceptadas. Es originario de Australia.

## Taxonomía
El género fue descrito por Ferdinand von Mueller y publicado en Bull. Sci. Soc. Philom. Paris 1820: 43. 1820. La especie tipo es: Haeckeria cassiniiformis F.Muell.

## Especies
A continuación se brinda un listado de las especies del género Haeckeria aceptadas hasta agosto de 2012, ordenadas alfabéticamente. Para cada una se indica el nombre binomial seguido del autor, abreviado según las convenciones y usos.
- Haeckeria cassiniiformis F.Muell.
- Haeckeria punctata J.H.Willis
- Haeckeria punctulata (F.Muell.) J.H.Willis